# Фебид
Фебид, правильнее Фебида (др.-греч. Φοιβίδας) — спартанский полководец, занявший в 382 до н. э. Кадмею, крепость Фив.
Когда спартанское войско, направляясь в Олинф, прибыло в окрестности Фив, глава аристократической партии Леонтиад решил воспользоваться этим обстоятельством для низвержения демократической партии и предложил Фебиду занять Кадмею без боя и оставить там гарнизон. Хотя Спарта в то время была в мире с Фивами, честолюбивый Фебид согласился на это предложение, занял крепость и послал Исмения, главу демократической партии, в оковах в Спарту. В Спарте сильно негодовали; только Агесилай II советовал примириться со свершившимся фактом из-за его пользы. Гарнизон остался в Кадмее, а Фебид только для виду лишился места и был осуждён выплатить денежный штраф. В 378 до н. э., во время Беотийской войны, Фебид опять командовал войском и пал в битве при Феспиях (377 до н. э.).